# Rare, Live & Classic
Rare, Live & Classic es una caja recopilatoria de la cantante estadounidense Joan Báez, publicado por la compañía discográfica Vanguard Records en noviembre de 1993. Publicado por Vanguard, el sello discográfico en el cual estuvo sus primeros doce años de carrera, la caja incluyó también material publicado en A&M, Columbia y Gold Castle Records, así como canciones de estudio y grabaciones en directo hasta entonces inédita. Las canciones incluyen también colaboraciones con artistas como Bob Dylan, Bob Gibson, Mimi Fariña, Judy Collins, Odetta y Kris Kristofferson, así como dos temas de un álbum grabado en 1981 con Grateful Dead y nunca publicado. 

## Lista de canciones
Disco uno
1. "Scarlet Ribbons" (Evelyn Danzig/Segal)
2. "Jimmy Brown" (Tradicional)
3. "Careless Love" (Tradicional)
4. "Auctioneer" (Tradicional)
5. "Black Is The Color" (Tradicional)
6. "John Hardy" (Tradicional)
7. "We Are Crossing Jordan River" (Tradicional) (con Bob Gibson)
8. "John Riley" (Tradicional)
9. "Silver Dagger" (Tradicional)
10. "House of the Rising Sun" (Tradicional)
11. "Low Down Chariot" (Alan Lomax/John Lomax)
12. "Wagoner's Lad" (Tradicional)
13. "Last Night I Had The Strangest Dream" (Ed McCurdy)
14. "Geordie" (Tradicional)
15. "What Have They Done to the Rain" (Malvina Reynolds)
16. "Troubled and I Don't Know Why" (Bob Dylan) (con Bob Dylan)
17. "With God on Our Side" (Bob Dylan)
18. "We Shall Overcome" (Z. Horton/Hamilton/G. Carawan/Pete Seeger)
19. "Go 'Way From My Window" (John Jacob Niles)
20. "Mama, You Been on My Mind" (Bob Dylan) (con Bob Dylan)
21. "There but for Fortune" (Phil Ochs)
22. "Colours" (Donovan) (con Donovan)
23. "The River in the Pines" (Tradicional)

Disco dos
1. Pack Up Your Sorrows (Richard Fariña)
2. The Swallow Song (Richard Fariña)
3. Legend Of A Girl Child Linda (Donovan) (con Judy Collins y Mimi Fariña)
4. Children Of Darkness (Richard Fariña)
5. Catch The Wind (Donovan)
6. I Am A Poor Wayfaring Stranger (Tradicional) (conMimi Fariña)
7. Sweet Sir Galahad (Joan Báez)
8. Donna Donna (A. Zeitlin/S. Secunda)
9. Long Black Veil (Marijohn Wilkin)
10. Mama Tried (Merle Haggard)
11. Sing Me Back Home (Merle Haggard)
12. Joe Hill (Alfred Hayes/Earl Robinson)
13. The Night They Drove Old Dixie Down (Robbie Robertson)
14. Blessed Are... (Joan Báez)
15. Hello In There (John Prine) (con Kris Kristofferson)
16. Love Song To A Stranger (Joan Báez)
17. In The Quiet Morning (For Janis Joplin) (Mimi Fariña)
18. Angel Band (traditional) (duet with Jeffrey Shurtleffe)
19. Johnny, I Hardly Knew Ye (Tradicional)
20. Gracias A La Vida (Violeta Parra)

Disco tres
1. Diamonds & Rust (Joan Báez)
2. Children And All That Jazz (Joan Báez)
3. Blowin' in the Wind (Bob Dylan) (con Bob Dylan)
4. Swing Low, Sweet Chariot (Tradicional)
5. Jesse (Janis Ian)
6. Honest Lullaby (Joan Báez)
7. Jackaroe (Tradicional) (con Grateful Dead)
8. Marriott USA (Joan Báez) (con Grateful Dead)
9. Amazing Grace (Tradicional)
10. Forever Young (Bob Dylan)
11. Farewell, Angelina (Bob Dylan)
12. A Hard Rain's A-Gonna Fall (Bob Dylan)
13. Here's To You (Joan Báez/E. Morricone)
14. Blues Improv (Joan Báez/Odetta) (con Odetta)
15. Ring Them Bells (Bob Dylan)
16. El Preso Número Nueve (H. Cantoral)
17. Speaking of Dreams (Joan Báez)